# Ascute asconoides
Ascute asconoides är en svampdjursart som först beskrevs av Carter 1886.  Ascute asconoides ingår i släktet Ascute och familjen Leucosoleniidae.
Artens utbredningsområde är Sydaustralien. Inga underarter finns listade i Catalogue of Life.